# Posto di controllo

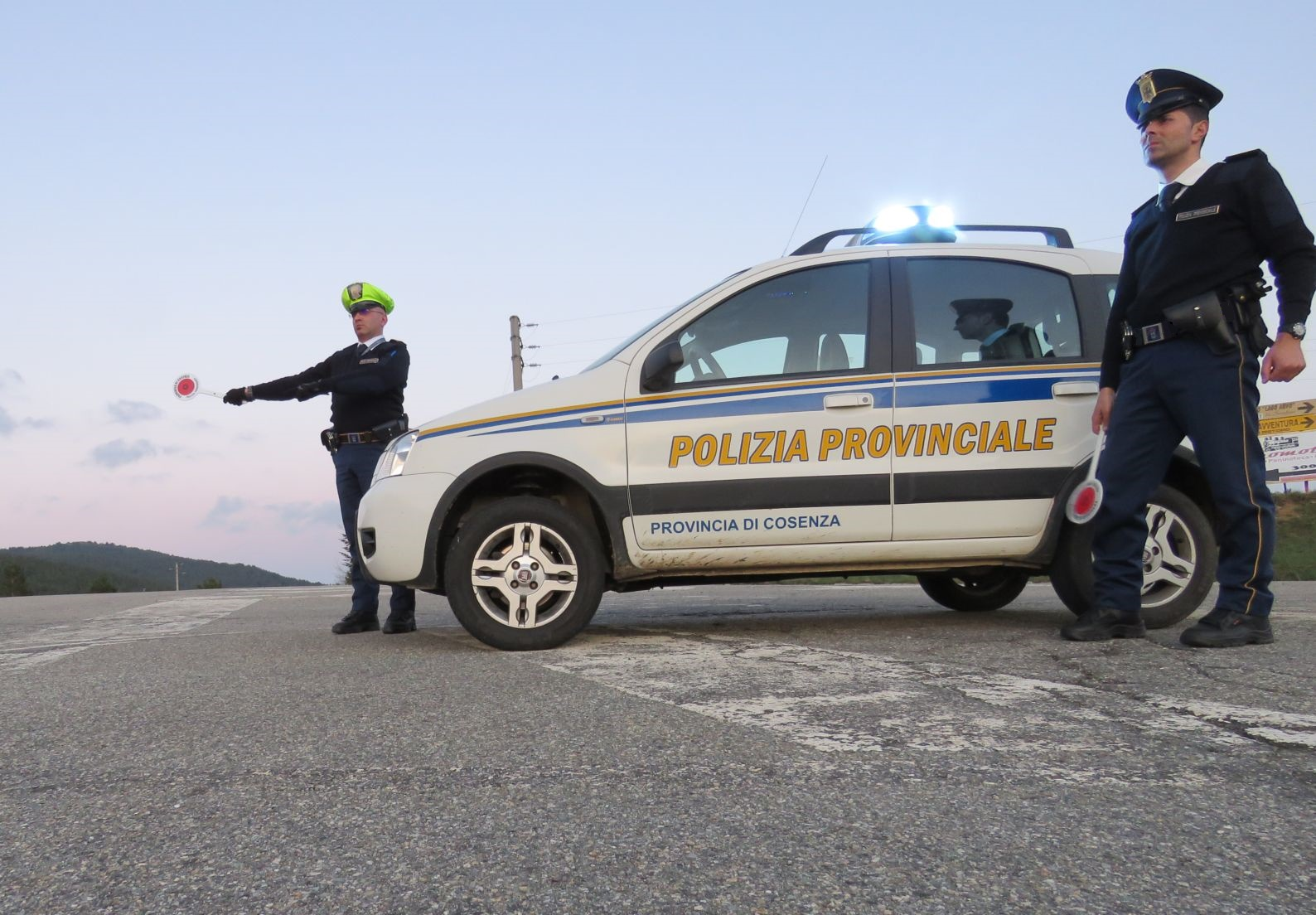
Posto di controllo della polizia provinciale cosentina

Un posto di controllo è una tecnica operativa di presidio del territorio, adottata prevalentemente nei Paesi Europei. Esso consiste nell'effettuazione di controlli ai veicoli in transito, tramite l'allestimento di una postazione fissa, formata dall'autovettura e dagli operatori. 
A differenza del posto di blocco, che ricopre entrambi i sensi di marcia di una strada e dove quasi tutti i veicoli vengono fermati per i controlli, il posto di controllo occupa solitamente un solo senso di marcia e i veicoli vengono fermati a discrezione delle forze dell'ordine e solo su loro intimazione (alzando la paletta in loro dotazione). Anche i fini sono diversi, mentre il posto di controllo è un'operazione routinaria per tutte le forze di polizia, il posto di blocco viene predisposto in occasioni straordinarie, quali la ricerca di evasi, criminali speciali, ecc...
Inoltre sono presenti normalmente una sola automobile e due o tre uomini, uno dei quali è solitamente armato di mitra per intervenire tempestivamente in caso di emergenza, e l'altro di paletta, entrambi con giubbotto antiproiettili e pettorina a catarifrangente.

## Nel mondo

### In Italia
In Italia i posti di controllo vengono eseguiti, indipendentemente dalla natura giuridica della strada, dai soggetti individuati nell'articolo 12 del codice della strada, tra cui Carabinieri, Polizia di Stato e Locale, Guardia di Finanza, Polizia Penitenziaria, Polizia provinciale, ecc. La legge regolamenta i casi in cui, durante il controllo, può essere eseguita anche un'ispezione o una perquisizione. Mentre il rilascio di verbale di perquisizione è obbligatorio, quelli di semplice controllo documentale, dell'alcoltest con esito negativo (o, almeno, dello scontrino della prova etilometrica), di ispezione, sono facoltativi. Le generalità degli agenti possono essere richieste dal fermato (la matricola non è obbligatoria), mentre l'esibizione del tesserino identificativo è obbligatorio nel caso di agenti in borghese. Nel caso di rilascio di verbale gli estremi degli agenti sono un elemento obbligatorio.